# Brachiopterna katonae
Brachiopterna katonae är en tvåvingeart som beskrevs av Mario Bezzi 1924. Brachiopterna katonae ingår i släktet Brachiopterna och familjen borrflugor.
Artens utbredningsområde är Tanzania. Inga underarter finns listade.